# Eoarcheïcum
| Eon                                        | Era                | Periode        | Ouderdom Ma |
| ------------------------------------------ | ------------------ | -------------- | ----------- |
| Proterozoïcum                              | Paleoproterozoïcum | Siderium       | later       |
| Archeïcum                                  | Neoarcheïcum       | Neoarcheïcum   | 2500 - 2800 |
| Archeïcum                                  | Mesoarcheïcum      | Mesoarcheïcum  | 2800 - 3200 |
| Archeïcum                                  | Paleoarcheïcum     | Paleoarcheïcum | 3200 - 3600 |
| Archeïcum                                  | Eoarcheïcum        | Eoarcheïcum    | 3600 - 4000 |
| Hadeïcum                                   | Hadeïcum           | Hadeïcum       | vroeger     |
| Indeling van het Archeïcum volgens de ICS. |                    |                |             |

Het geologisch tijdperk Eoarcheïcum (ook: Eoarchaïcum) is de vroegste/onderste era van het eon Archeïcum, dat duurde van 3,8 Ga tot 3,6 Ga. Het werd voorafgegaan door het Hadeïcum en na/op het Eoarcheïcum komt het Paleoarcheïcum. Dit tijdperk geeft de vroegste geschiedenis van de Aarde weer, waarin een vaste korst ontstond. Hoewel er ouder dan 3,7 Ga geen duidelijk herkenbare fossielen zijn gevonden, zijn er goede aanwijzingen dat er minstens 4,2 Ga al leven voorkwam in de oceanen. Dit moeten voornamelijk Cyanobacteria (blauwalgen) en eencelligen zijn geweest.

## Naamgeving
Eoarcheïcum komt van het Oudgrieks: ἠώς (ḗōs) "dageraad" en ἀρχαῖος (archaios) "oeroud, oud" , dus kan het vertaald worden als: "dageraad van het oude tijdperk"

## Geologie
Een grote botsing van de proto-Aarde met een planetesimaal ter grootte van de planeet Mars zorgde voor de vorming van de Maan. De Aarde verloor haar oorspronkelijke atmosfeer . Ook was door de enorme energie die bij de botsing vrijkwam het aardoppervlak geheel vloeibaar geworden. De eerste aardkorst ontwikkelde zich door het stollen van deze lavazee. 
Zodra de korst gestold was begon door magmadifferentiatie het vormen van de eerste continentale lithosfeer.
Het begin van het Eoarcheïcum was de tijd van het Late Heavy Bombardment, waarin inslagen van meteorieten nog relatief vaak voorkwamen. 

## Atmosfeer
Er was veel koolstofdioxide in de atmosfeer, die ontstond uit gassen die vrijkwamen bij vulkanisme. Of er al fotosynthetisch leven ontstond, is onduidelijk. Het oudst bekende leven zijn cyanobacteriën (blauwalgen) en eencelligen. 